# Abbaye Notre-Dame de Blanche-Couronne
Pour les articles homonymes, voir Abbaye Notre-Dame.
L'abbaye Notre-Dame de Blanche-Couronne est une ancienne abbaye bénédictine située dans la commune française de La Chapelle-Launay (Loire-Atlantique). 
Cette abbaye, dont l'existence est attestée en 1161, a peut-être été fondée par des Cisterciens (qui relèvent de la règle bénédictine). 
Reprise par les bénédictins de Saint-Maur en 1719, elle est abandonnée en 1774 par les derniers moines, qui sont transférés dans un établissement près de Nantes. Vendus comme bien national en 1791, ses bâtiments sont aujourd'hui propriété du département de la Loire-Atlantique.

## Localisation
La commune de La Chapelle-Launay est située juste à l'ouest de celle de Savenay (ancienne sous-préfecture), à une trentaine de kilomètres à l'ouest de Nantes (chef-lieu du département) et à une quinzaine de kilomètres au nord-est de Saint-Nazaire (chef-lieu d'arrondissement).
L'abbaye se trouve à environ deux kilomètres au sud du bourg, dans la zone de plaine située entre le sillon de Bretagne et l'estuaire de la Loire.

## Histoire

### Origines
L'abbaye de Blanche-Couronne est fondée selon l'ordre cistercien au XIIe siècle, le long de l'ancienne voie romaine par la famille de Rochefort comprenant :

Famille de Rochefort.
Seigneur de Donges.
Seigneur de Pont-Château.
Seigneur de la Roche-Bernard.

La première mention connue de l'abbaye date de 1161 : Ernaud, abbé de Blanche-Couronne, est l'un des juges qui arbitrent un différend entre les chanoines de la cathédrale de Nantes et les moines de Quimperlé pour la propriété de l'église de Notre-Dame dans la ville de Nantes. Une notice du cartulaire de Quimperlé lui donne le nom d'Hervé. Selon, Nicolas Travers, il s'agit de deux abbés distincts, Ernaud étant le successeur d'Ervée.

### Moyen Âge
En 1180, plusieurs abbayes, dont celle de Blanche-Couronne, contribuent à l'achèvement de l'église de la Grainetière. Certains auteurs pensent que l'abbaye aurait été fondée pour seize religieux (venus, semble-t-il, de l'abbaye Notre-Dame de la Grainetière, près des Herbiers, au diocèse de Luçon en Vendée) en 1160.
En 1188, Guérin, seigneur de Saint-Étienne-de-Montluc, donne les dîmes de la paroisse de la chapelle Launay au chapelain de l'abbaye. À cette occasion, le prieur de Pontchâteau, Hugon, qui devait recevoir ce subside émet une protestation, mais la justice donne raison au seigneur et les dîmes restèrent aux mains du chapelain.
Elle est honorée en 1234 d'une bulle de Grégoire IX lui conférant de grands privilèges.
En 1463, un aveu rend hommage au duc de Coislin pour une étendue de 200 journaux et la maison abbatiale, son église et le cloître abritent alors seize religieux. L'abbaye de Blanche-Couronne, qui a compté, parmi ses abbés, des cardinaux de Mâcon et de Lorraine, a été réformée par Claude Cornulier, de 1638 à 1681.

### Problème de l'appartenance à l'ordre de Cîteaux
L'architecture de l'église à chevet plat plaide pour une fondation cistercienne, ainsi que l'affiliation de l'abbaye avec celle de la Grainetière en Vendée. 
Mais la demande faite en 1236 par l'abbé Jean pour l'affiliation à l'ordre cistercien prouverait qu'il ne l'était pas avant cette date. 
À signaler, qu'en 1239, Josselin de La Roche-Bernard fait état des donations de son arrière-grand-père à l'abbaye de Blanche-Couronne. En 1234, par une bulle, le pape Grégoire IX prend sous la protection du Saint-Siège, « le monastère de la Bienheureuse Vierge Marie de Blanche-Couronne, selon la règle de saint Benoît et l'institution des frères de Cîteaux ». 
En 1336, une nouvelle bulle de Benoit XI la range sous l'ordre de Citeaux. 
Mais en 1410, une bulle du pape Jean XXIII dit formellement que l'abbaye est de l'Ordre de saint Benoît.

### Pouvoirs seigneuriaux des abbés
Les abbés et les prieurs de Blanche-Couronne, étaient seigneurs haut-justiciers et avaient juridiction sur les tenanciers de leurs fiefs à la chapelle Launay et dans les paroisses environnantes (ADLA H13). Les religieux de ce couvent ont droit à titre de dîme, dans les héritages de ces dits fiefs « Au 22e de tous les grains et chaumes qui croissent aux terres labourables… droit de chasse et pêche dans les étangs, garennes, fuyes et refuges à pigeons ». Les détenteurs doivent emmener leurs blés à moudre aux moulins dépendants de l'abbaye, qui a sa propre mesure. Les rentes dues au couvent pour la tenue de ces fiefs sont payées à Noël devant la porte de l'abbaye, certains textes disent sous le portail. Les abbés commendataires peuvent exercer justice haute, moyenne et basse sur leurs sujets et disposent de fourches patibulaires (potence). Cette potence se trouvait peut-être au niveau de la rue du Pilory, donc près de l'église paroissiale. Cette fourche patibulaire était généralement faite de deux piliers de pierres en haut desquels il y avait une pièce de bois en travers, à laquelle ont attachait les criminels condamnés à être pendus ou étranglés. Le sénéchal a au moins une fois prononcé une sentence de mort. Jusqu'en 1644 au moins , elle possède bien la haute justice. Cependant dans le Rolle du marquisat de Coislin en 1681 Blanche-Couronne a rente et fiefs en Campbon, mais elle n'a juridiction que de basse et moyenne justice,.

### Temps modernes
En 1652, elle adhère à la réforme de la congrégation des bénédictins de Saint-Maur
Faute de ressources, l'abbaye demande son transfert à Nantes[pas clair] dès 1674.
Les bénédictions de Saint-Maur reprennent l'abbaye en 1719, réparent la chapelle et en 1743 refont une partie des bâtiments. En 1765, elle est rattachée au prieuré Saint-Jacques de Pirmil, situé dans le faubourg sud de Nantes. 
En 1774, les derniers moines quittent l'abbaye pour se retirer à Pirmil.

### Depuis la Révolution
En 1790, elle devient bien national. Revendue en 1791 pour 120 000 francs à René Vigneron de La Jousselandière (époux de Catherine Girard et homme de loi résidant à Beauvoir et devenu administrateur de la Vendée). Ils vinrent habiter Blanche-Couronne dès 1794, en période encore très troublée.
En 1815, elle est la propriété de la famille Laval.
En 1841, elle devient la propriété de la famille Lecadre, d'un négociant français, ayant des habitations aux Antilles, puis celle de ses enfants dont Marie, épouse du peintre Auguste Toulmouche. Les Toulmouche sont une famille d'artistes qui fait du bâtiment un foyer culturel intense. Le peintre Toulmouche recevait fréquemment son cousin, le poète José Maria de Hérédia, ainsi que de nombreux poètes parnassiens et des peintres. En 1922, le département l'acquiert pour en faire un hospice d'aliénés pendant sept ans. Reprise par deux propriétaires en 1929, l'ancienne abbaye héberge des troupes anglaises, connaît l'occupation allemande pendant la Seconde Guerre mondiale et sert de refuge à des habitants de Saint-Nazaire fuyant les bombardements alliés. Aujourd'hui une association tente de faire revivre ce lieu : les compagnons de Blanche-Couronne. En 1994, le bâtiment de l'abbaye a été classé en totalité au titre des Monuments Historiques, alors que les dépendances et les écuries ont été inscrites aux monuments historiques cette même année. La tour sud-ouest de l'abbaye a, quant à elle, été inscrite par arrêté du 3 juillet 2020. 
Le bâtiment appartient désormais à la commune et à l'association.

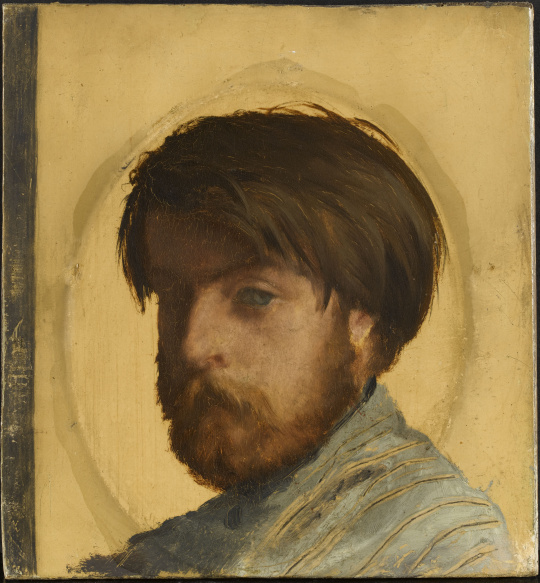
Jean-Louis Hamon, Portrait du peintre Auguste Toulmouche, Dijon, musée Magnin.
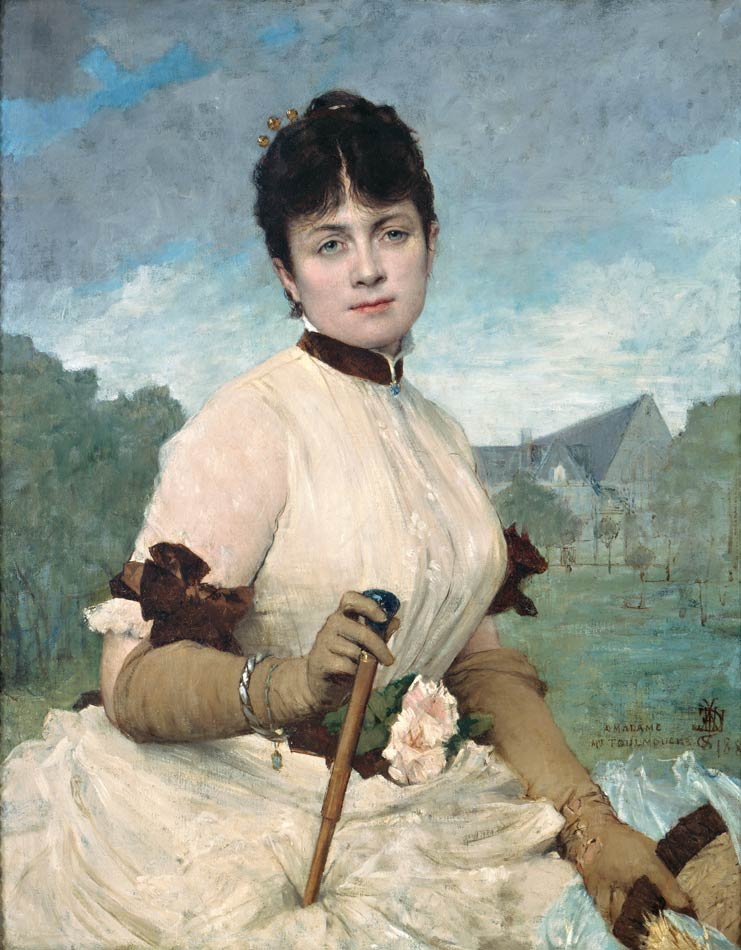
1884, Marie Toulmouche  à Blanche-Couronne par le peintre Jules-Élie Delaunay.
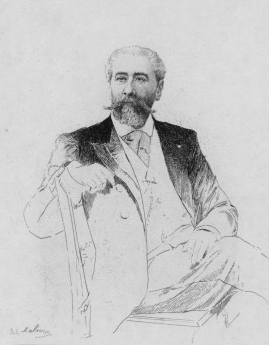
Adolphe Lalauze, José Maria de Heredia (1897), Album Mariani.

## Description

### Architecture
Les quatre ailes de l’abbaye s’organisent autour du cloître du XVIIIe siècle. On y voyait jadis une chapelle privée qui datait du XVIe siècle. La façade sud présente le blason sculpté de Jean Briçonnet, vice-chancelier de Bretagne et premier abbé commendataire. Le blason présente une crosse, qui est un marqueur de la charge d'abbé. Le peintre Jules-Élie Delaunay a peint ces armoiries dans une des salles de l'abbaye, à partir du motif sculpté, ce qui a induit des erreurs dans la représentation exacte du blason de la famille Briçonnet.  
Au nord, l’église abbatiale du XIIe siècle est à vaisseau unique et à chevet plat. Elle est couverte de charpente. Elle est sommée d’une flèche en charpente à l’est. La façade ouest,à deux contrefort plat, est structurée par un grand arc brisé à simple rouleau partant du sol où s’inscrit la grande fenêtre centrale en partie haute. La partie basse a été dénaturée par l’ouverture d’une porte de grange en place de son portail.
A l’est du cloître, la façade de la salle capitulaire (XIIe siècle) est formé de trois arcades brisées soulignées de voussure, la porte est au centre. Dans chacune des arcades latérales s’inscrivent deux fenêtres géminées de plein cintre retombant sur des supports formés de deux colonnettes en file à chapiteaux monté sur un mur bahut. Seul celui de droite a été restituée dans ses dispositions d’origine.

### Décorations
Dans le mur nord, une peinture murale (XIVe siècle) s'inscrit au fond d’un enfeu 
Le reste des bâtiments conventuels date de la réforme mauriste de l’abbaye (XVIIIe siècle)
La salle capitulaire date du XIIe – XVIIIe siècle. La cheminée date de XVIIIe siècle. L'évier, qui date de 1274, semble être la moitié d'une ancienne pierre tombale du XIIIe siècle : celle de Marguerite, fille d'Alain de Dinan.   

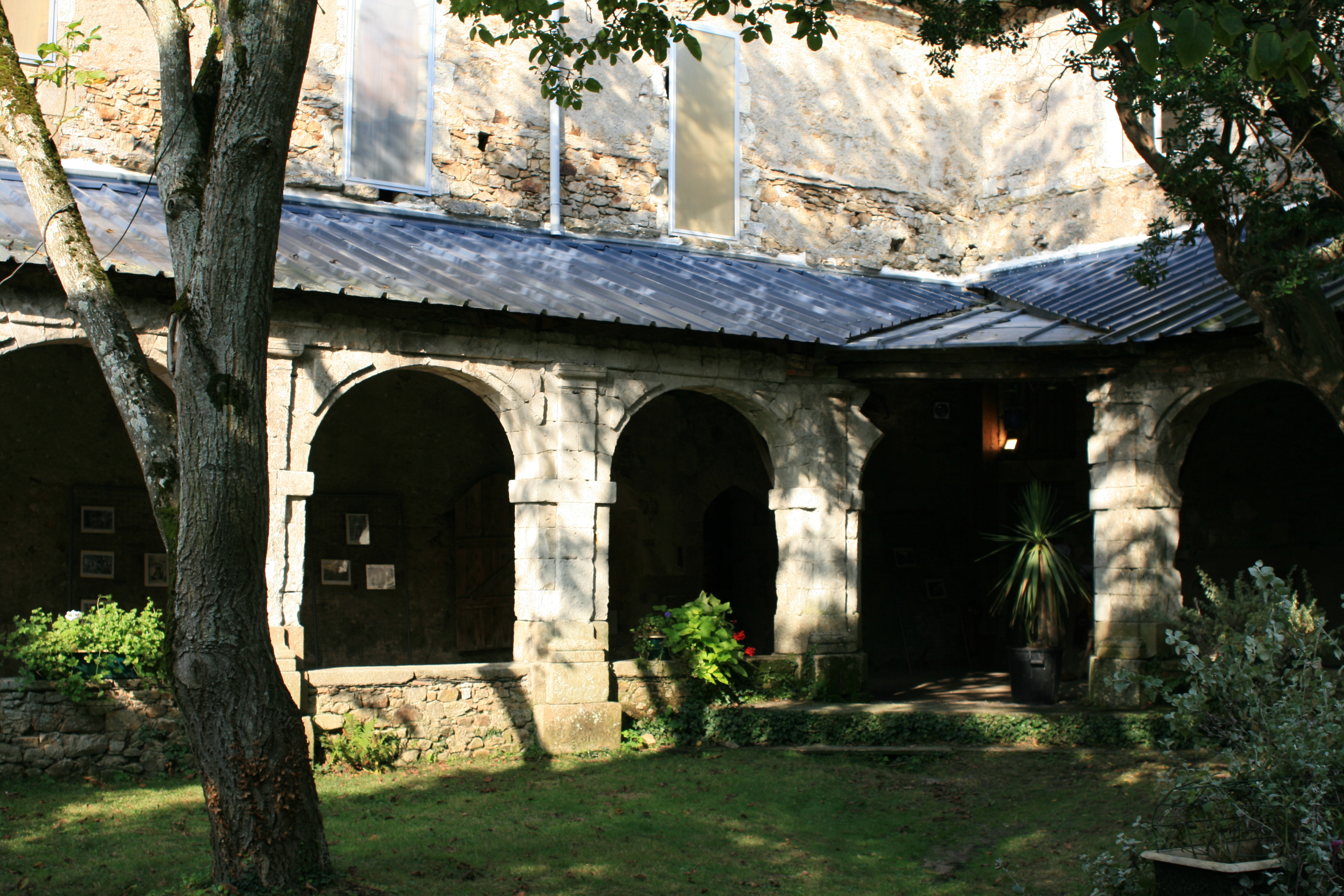
Cloître.
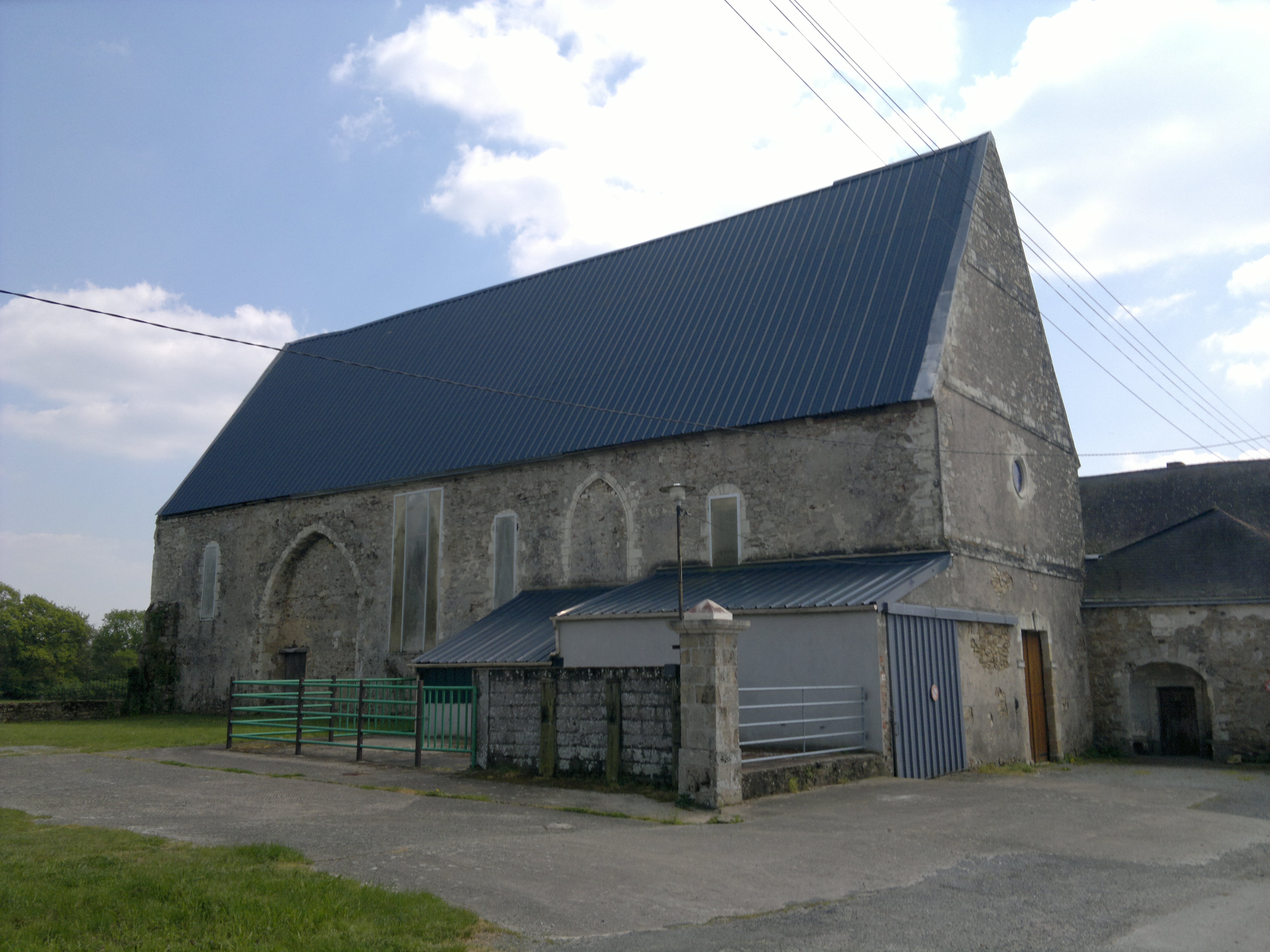
Eglise abbatiale.
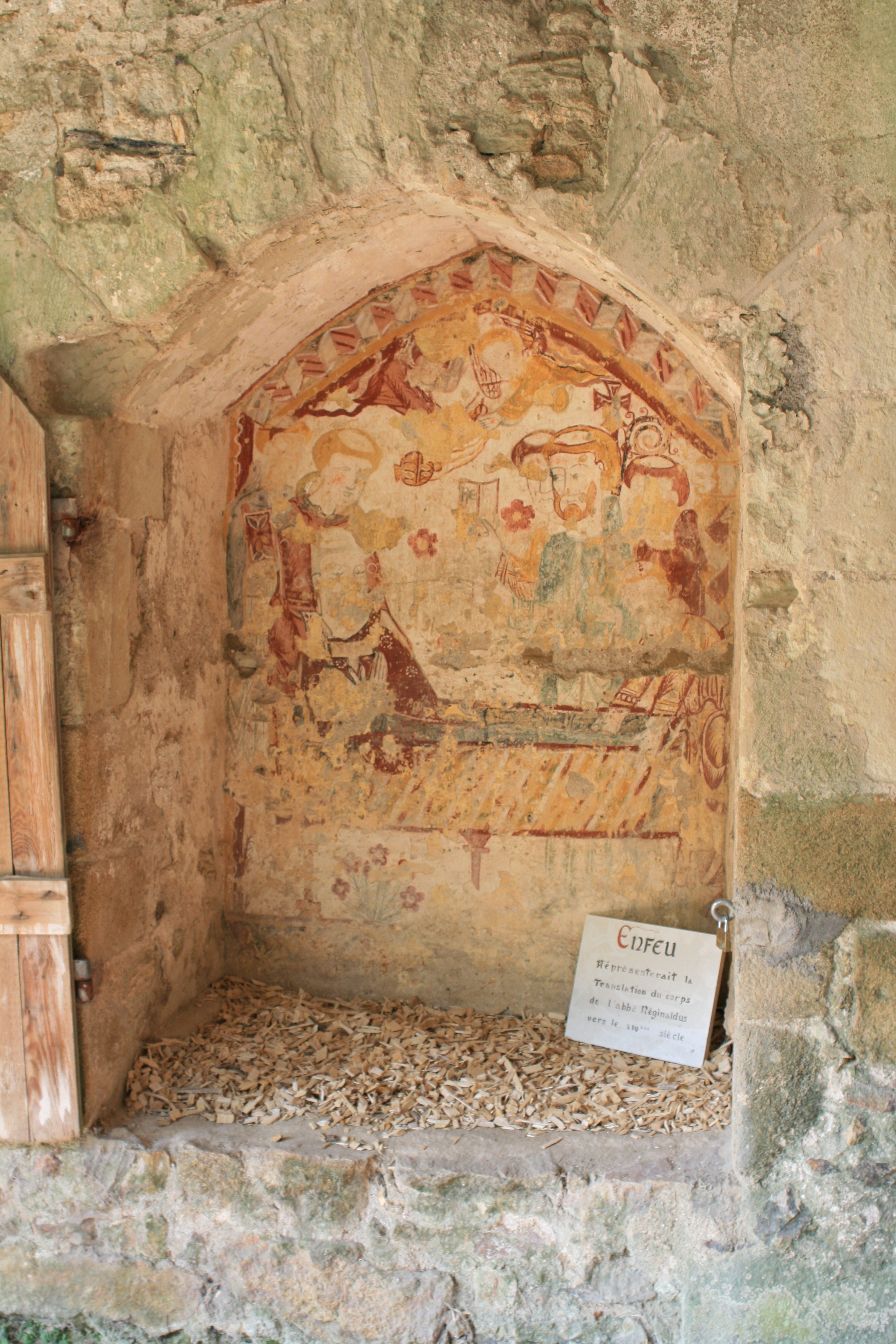
Enfeu et fresque.

### Sépultures notables
| Personne                                                                                     | Blason                         |
| -------------------------------------------------------------------------------------------- | ------------------------------ |
| Bonabes de Rochefort                                                                         | Blason de Rochefort-en-Terre   |
| Etiennette, épouse de Josselin Ier de La Roche-Bernard                                       |                                |
| Eon de Rochefort, vicomte de Donges                                                          | Blason de Rocheort-en-Terre    |
| Gillette de Rochefort, femme de Jean 1er de Rohan (Branche du Gué-de-l'Isle), morte en 1510. | Blason de Rochefort-en-Terre   |
| Claude Cornulier,                                                                            | Blason de la famille Cornulier |
| Pierre Cornulier, évêque                                                                     | Blason de la famille Cornulier |
| Marie d'Ancenis                                                                              | Blason de Rochefort-en-Terre   |

ref>.

## Listes des donations et des abbés
Les listes suivantes recensent les donations faites à l'abbaye et les abbés successifs.

### Liste des aveux et donations
- Les moines reçoivent dans leur communauté en 1167 Geoffroi, comte de Nantes, fils de Jelent, avec tout ce qui lui appartient : l'acte de cette donation est dressé en présence de Bernard Ier, évêque de Nantes, le 3 juillet 1167.
- L'abbé Sebrand fait une transaction en 1184 avec Robert II, évêque de Nantes, pour quelques dîmes.
- L'abbé Jean afféage en 1197, à André Arabe, un moulin qui est donné à son monastère par Simon Le Grand. Eudon, seigneur de Pontchâteau, fait plusieurs dons au monastère pendant que l'abbé Jean le gouverne. En 1210, Eudon restitue l'île de Pullent, en Cordemais que son père Olivier du Pons et son aïeul Daniel du Pons leur avaient donnée. Jean vit encore en 1218.
- L'abbé Daniel reçoit la donation faite à son église par Tiphaine de Tinteniac, dame de Pontchâteau « d'une mine de froment et d'une jeune vigne pour fournir le vin nécessaire à la messe ».
- Jean II arrente en 1233 à Guillaume Le Prévost, une terre nommée La Grée pour dix sous de cens annuel. Constance de Pontchâteau, lui donne en 1236 le tiers de son fief de Launay, plus une rentre sise sur des près de Montoir. Josselin, seigneur de La Roche-Bernard, lui donne en 1239 une saline sise à l'entrée du marais de Trevali. En 1258, Eudes de Pontchâteau fonde une lampe devant brûler jour et nuit sur le tombeau de son père. Cet abbé vit encore en 1270.
- L'abbé Guillaume de La Ferrière afféage en 1284 quelques terres à Guillaume Escorchart, et vit encore en 1208 et en 1311.
- Olivier de Treguz est élu en 1338 et transige en 1349 avec Geoffroi, seigneur d'Ancenis, pour une rente de seize livres qui est due à son abbaye sur les bateaux de la Loire qui passent à Oudon.
- Thomas Loncle est un des exécuteurs testamentaires d'Eon, seigneur de Rochefort, vicomte de Donges, mort en 1372. Il vit encore le 10 juillet 1381.
- Jean ou Guillaume de la Pasqueraie ou Pesqueraie est abbé de Blanche-Couronne en 1400. En 1402, un litige éclate entre l'abbé et l'évêque de Nantes Bernard du Peyron. L'abbé rend aveu à la seigneurie de Donges en 1409 pour les biens de son monastère situés dans cette vicomté. L'abbé rend aveu à Guy II de Laval-Rais en 1403 pour les biens de son monastère situés dans la paroisse de la Plaine[14].
- L'abbé Thibaud Aubriet, qui vit encore en 1441, rend aveu à la seigneurie de Donges en 1409.
- Thibaud de Louvedai est abbé en 1456 : il rend aveu à la seigneurie de Retz en 1460 et à celle de Donges en 1471.
- Pierre rend aveu en 1476 à François de Chauvigny,  seigneur de Retz, vicomte de Brou, et à Jeanne de Retz, son épouse.
- Thibaud III de Marbré est maintenu dans ses droits sur le prieuré de Pontchâteau en 1489.

### Liste des abbés

#### Abbés réguliers
| Portrait | Armoiries                                                              | Date            | Titulaire                                   | Notes |
| -------- | ---------------------------------------------------------------------- | --------------- | ------------------------------------------- | --- |
|          |                                                                        | v.1126          | Ernaud                                      | Vivant en 1126 |
|          |                                                                        | - 1161          | Ervée                                       | |
|          |                                                                        | - 1167          | Alain                                       | Mort en Mai et fut enterré devant la grande verrière. |
|          |                                                                        | - 1180          | Constantin                                  | Mort en Février. |
|          |                                                                        | 1180 à 1184     | Sebrand                                     | Mort en Juillet 1184. |
|          |                                                                        | 1197 à 1199     | Jean de Casso                               | Mort en décembre 1199. |
|          |                                                                        | 1200 à 1260     | Jean de Durfort                             | Mort en mai 1260 et enterré devant le grand vitrail. |
|          |                                                                        | 1265 à 1270     | Jean de la Chapelle                         | Mort en Septembre et enterré devant le grand vitrail. |
|          |                                                                        | 1270 à 1282     | Daniel                                      | Mort en Janvier. |
|          | Blason de la Famille de la Ferrière                                    | 1282 - 1311     | Guillaume de la Ferrière                    | Mort le 3 décembre |
|          | blason de Guillaume de Brie : d'argent à trois fasces crénelé de sable | v.1314          | Jean de Brie                                | |
|          | Blason de la Famille de Bruc                                           | - 1314          | Jean de Bruc                                | |
|          |                                                                        | 1315 à 1328     | Gérard                                      | Mort en Septembre. |
|          |                                                                        | Dates inconnues | Jean André                                  | Enterré devant Saint-Jacques en août. |
|          |                                                                        | Dates inconnues | Jean dit Godivelle                          | |
|          |                                                                        | - 1338          | André Meinier                               | Enterré sous le chapitre. |
|          |                                                                        | 1338 - 1349     | Olivier de Treguz                           | Elu en 1338 et réélu en 1349, mort en mars 135?, inhumé devant l'autel Saint Yves. |
|          |                                                                        | - 1362          | Jean de Alaz                                | Mort en août. |
|          |                                                                        | 1363 à 1393     | Thomas Loncle                               | Signataire du Traité de Guérande de 1381. Enterré devant l'autel de Saint-Michel. |
|          |                                                                        | 1393 à 1407     | Guillaume de la Pasqueraie ou Pesqueraie    | Enterré devant l'autel de Saint-Benoit. |
|          |                                                                        | 1410 à 1455     | Thibaud Aubriet                             | Mort le 7 octobre et inhumé devant le grand autel. |
|          |                                                                        | - 1462          | Guillaume d'Herbignac                       | Mort en Juin et inhumé devant le grand vitrail. |
|          |                                                                        | 1469 à 1476     | Thibaud de Louvedai                         | |
|          |                                                                        | 1476 à 1484     | Pierre de Montauban                         | Elu le 17 mai, il n'est confirmé dans sa charge du fait d'un conflit entre le duc et l'évêque de Nantes. |
|          | Blason de la famille de Marbré                                         | 1484 à 1485     | Thibaud de Marbré                           | Abbé jusqu'à sa mort. Elu le 4 mai et confirmé Abbé par Bulle du pape Sixte IV du 24 mai 1484. |
|          |                                                                        | - 1498          | Jean                                        | |
|          | Blason de la famille de le Maistre                                     | 1498 à 1503     | André Le Maître (ou Lemaistre)              | Elu le 29 janvier. |
|          | Blason de la famille Viau                                              | 1503 à 1538     | François-Guillaume Viau (ou Guillaud Viaud) | C'est un abbé régulier qui plaide contre la commende. Il est maintenu dans ses droits sur l'abbaye de Blanche-Couronne par lettres de la chancellerie datées du 26 août 1538 et assure les fonctions d'abbé au décès de Jean Briçonnet (ci-dessous), jusqu'à la nomination de l’évêque de Mâcon. |

#### Abbés commendataires
| Portrait                     | Armoiries | Épiscopat            | Titulaire                                                            | Notes |
| ---------------------------- | --- | -------------------- | -------------------------------------------------------------------- | --- |
|                              | Blason de la famille Briconnet                                                                                               | 1505 à 1538          | Jean Briçonnet                                                       | Conseiller du roi au Parlement de Paris et vice-chancelier de Bretagne, archidiacre du Désert dans le diocèse de Rennes, chanoine de Tours et de Nantes, prieur de Sainte-Croix, recteur de Haute-Goulaine et d'Issé. Il obtient le 20 janvier 1505 un mandement en qualité d'abbé commendataire de Blanche-Couronne et possède cette abbaye jusqu'à sa mort en novembre 1538. |
|                              | | Date inconnue à 1542 | Antoine de Narbonne                                                  | Évêque de Mâcon. Antoine de Narbonne était aussi vicaire général de Jean, cardinal de Lorraine. |
| Jean de Lorraine (1498-1550) | Armes de Lorraine 1538 | 1542 à 1548          | Jean de Lorraine (1498-1550)                                         | Cardinal diacre du titre de Saint-Onuphre, est pourvu de l'abbaye en 1542 et fait serment de fidélité au roi en 1543 : il est alors titulaire d'une douzaine d'évêchés et d'un nombre important de monastères. Il se démet de l'abbaye vers l'an 1548 lorsqu'une bulle du pape Paul III, datée de septembre 1545 confie cette maison religieuse à Nicolas de Colledo. |
|                              | | 1548 à 1554          | Nicolas de Colledo                                                   | Recteur de Rieux, de Cléden-Cap-Sizun et du Clion,. Abbé commendataire de Blanche-Couronne, il meurt le 11 avril 1555 et fut enterré dans la Cathédrale de Nantes. Il construit la maison abbatiale. |
|                              | | 1555 à 1560          | N. de Saint-Sorrière                                                 | Abbé e Blanche-Couronne et de Geneston. |
|                              | | 1560 à 1576          | François de Gaignon (ou François Megretet de Gaignon)                | Il fait serment de fidélité au roi pour l'abbaye de Blanche-Couronne en 1561 et devient aussi abbé du monastère de Geneston en 1563. Ce dernier démissionne en 1576 de son poste d'abbé de Blanche-Couronne. En 1572, un rapport de visite signale : « l'église est en mauvais état de réparation. La plupart des vitres sont cassées et les pigeons de ladite abbaye entrent par les cassures des vitres et gastent et remplissent les autelz de ladite église de cadeaux incommodants ». L'abbaye comporte quatre religieux en 1573, les mêmes qu'en 1564, ainsi qu'un prieur. En 1576, François Mégretet de Gaignon démissionne de sa charge d'abbé de Blanche-Couronne. |
|                              | | 1576 à 1583          | Marin Melloteau (ou Meloteau)                                        | Prêtre, originaire du diocèse de Chartres, est abbé en 1583. Il fait serment de fidélité au roi en 1576. Marin Meloteau résidera dans l'abbaye. Léon Gouffier, est son procureur. |
|                              | Blason de la famille Gouffier                                                                                                | 1581 à 1596          | Léon Gouffier                                                        | dit le baron de Saint-Loup. Il est le fils de Claude Gouffier, duc de Roannais, marquis de Boissy, et de Marie de Gaignon. Il est le neveu de François de Gaignon. Il meurt à Blanche-Couronne. |
|                              | Blason de la famille Cahideuc                                                                                                | v. 1596 à 1605       | François de Cahideuc ou François de Chadieu selon un autre catalogue | Protonotaire apostolique et conseiller du roi. |
|                              | Blason de la famille Cotignon                                                                                                | 1601 à 1617          | Claude de Cotignon                                                   | Conseiller et aumônier du roi Henri IV, fait serment de fidélité dans la Chambre des Comptes de Bretagne pour son abbaye de Blanche-Couronne en 1602. |
|                              | Blason de la famille Cornulier                                                                                               | 1617 à 1639          | Pierre Cornulier                                                     | Conseiller au Parlement, Prieur de Pirmil, est abbé de Sainte-Croix de Guinguamp et de Blanche-Couronne en 1612 et meurt évêque de Rennes le 22 juillet 1639. |
|                              | Blason de la famille Cornulier                                                                                               | 1640 à 1681          | Claude Cornulier                                                     | Seigneur de Lucinière, neveu du précédent, prieur de Betton, du Tertre et du Hézo. Il assiste aux États tenus à Nantes en 1638 en qualité d'abbé de Blanche-Couronne. Sous sa commende l'abbaye est affilié à la Congrégation de Saint-Maur. Il meurt en juillet 1681 et est inhumé à Saint-Laurent de Nantes. Selon l'abbé Delanoue, son tombeau était dans l'église des Chartreux de Nantes. |
|                              | | 1681 à 1716          | Jean Jacques Regnaud de Barres                                       | Il prend possession de l'abbaye au mois de septembre 1681 et assiste aux États de Vitré en 1683. Il se démet ensuite en faveur de l'abbé Armand de Béthune d'Orval, dont il épouse la sœur. Les religieux sont autorisés à quitter l'abbaye pour le Prieuré de Pirmil en 1686. |
|                              | Blason de la Maison de Béthune (branche de Chârost)                                                                          | 11716 à 1729         | Armand de Béthune d'Orval                                            | Cet abbé meurt en 1736. |
|                              | | 1729 à 1774          | Daniel Bertrand de Langle                                            | Né à Rennes en 1702, est nommé abbé en 1729 et évêque de Saint-Papoul le 5 avril 1739. Il meurt en juin 1774. |
|                              | Armes de l'abbé des Gallois de La Tour, doyen du chapitre collégial de Notre-Dame de Moulins, évêque nommé de Moulins (1788) | 1774 à 1790          | Étienne-Jean-Baptiste-Louis des Gallois de La Tour                   | Évêque de Moulins puis Archevêque de Bourges. |

## Obligations charitables de l'abbaye
Les visites épiscopales nous apprennent que la fondation est de seize religieux, soit douze profès et quatre novices. L'abbaye est chargée de faire l’aumône ordinaire tous les dimanches, mardis et jeudis, aux pauvres du lieu, et tous les jours aux pauvres passants. Elle doit douze messes de fondation chaque jour de la semaine. Le prieur reconnaît qu'elles ne sont pas acquittées, les religieux n'étant plus que quatre.

## Liste des possessions de l'abbaye (notamment les prieurés)
Un prieuré dépendant d'une abbaye est une administration de biens. Peuvent y résider des moines dont le nombre dépend de l'éloignement de l'abbaye d'origine et les tâches qui y sont effectuées. Un prieur régulier (du latin prior c'est-à-dire le premier d'entre eux) est nommé qui récolte les profits pour l'abbaye de rattachement soit en nature, soit sous forme de rente ou les deux à la fois.
Par la suite, des prieurs commendataires ecclésiastiques ou laïcs ont été nommés par l'abbé pour leur propre bénéfice à charge pour eux de reverser une partie des revenus à l'abbaye de rattachement, ce qui fut souvent une source de conflit. En ce qui concerne Blanche-couronne, les prieurés étaient des exploitations agricoles ou du sel.

### Liste des prieurés

#### Prieuré Saint-Hilaire-du-Tertre
Le prieuré a dû être fondé au XIIe siècle par les générosités des seigneurs de Lavau. Le cartulaire de Blanche-Couronne confirme des donations faites en 1201 par le seigneur Alain de Lavau, peut être la terre nécessaire à son édification, ce qui repousserait au début du XIIIe siècle sa naissance. D'autres donations en 1218 et 1222 portent le nom de son fils Pierre de Lavau. Le prieuré est dédié à Saint Hilaire de Poitiers. Ce prieuré possédait des revenus situés dans les paroisses de Lavau, Bouée et Savenay, revenus composés de prés, de vignes, du droit de pêche en Loire, de fuie et de garenne, une rente prélevée sur le Prieuré de Rohars dépendant de l'abbaye Sainte-Marie de Pornic. Le prieur du Tertre, lorsque l'abbaye tomba en commende, remplaçait l'abbé lors de certains offices. La destruction du prieuré se produisit entre 1521 et 1669 du fait des inondations de la Loire.
Prieurs du Tertre
- Jean André est mentionné en 1390, Prieur du Tertre, Prior de Terto. Le prieuré est maintenant sur la commune de Bouée[25].
- Pierre de Marbré , titulaire du prieuré en 1498 et 1506.
- Frère Jean de Saint-Aubin , Prieur du Tertre et de Frossay[26] en 1506, 1524 et 1526.
- Me Robert du Chesne est nommé prieur en 1516, en litige avec Jean de Saint-Aubin, il ne devient prieur qu'à la mort de ce dernier.
- frère Pierre de la Bouexière, et frère Jehan Le Maistre, le jeune sont maintenues dans leur droit sur le prieuré en 1532.
- Dom Hector Vigor en 1595.
- Jean Biré, prieur commendataire du Tertre
- René Biré, sieur de l'Estang, prieur commendataire du Tertre  en 1644, professeur royal de droit à l'université de Nantes.
- Claude Cornulier , devenu abbé de Blanche-Couronne ce résigne en faveur de son neveu.
- Jean-Baptiste Cornulier , prieur commendataire du Tertre, résigne son prieuré en 1676 en faveur de son frère un autre Jean-Baptiste.
- Jean-Baptiste Cornulier , seigneur du Pesle, prieur commendataire du Tertre, résigne son prieuré en 1683 en faveur de son cousin.
- Claude Cornulier , cousin du précédent, fils de Jean-Baptiste de Cornulier, président de la Chambre des Comptes, prieur commendataire du Tertre  en 1683, résigne son prieuré en faveur de son frère le 5 juin 1694.
- Claude Cornulier , frère du précédent.
- Dom Louis de Grimbert, prieur commendataire du Tertre  en 1707.

#### Prieuré de Pont-Château
En 1188, le prieur de Pontchâteau est Hugon.

#### Prieuré Sainte-Catherine-de-l'Angle-Chaillou
Les historiens ne sont pas d'accord sur les origines de ce prieuré. L'abbé Travers donne une Fondation en 1076, par l'évêque Quiriac, dans la paroisse de Saint-Donatien, Nantes, hypothèse reprise par Jean-Baptiste Ogée. Pour d'autres historiens, il s'agit d'une erreur d'identification du lieu désigné dans l'acte de 1076 qui désignerait un lieu au Petit-port. Actuellement le prieuré est situé sur la commune de La Chapelle-sur-Erdre. Ce prieuré a appartenu à l'abbaye Notre-Dame de la Chaume, à partir de 1650-1660 jusqu'à la révolution. La première mention du prieuré apparaît dans une des chartes de l'Abbaye de 1197, par la mention de Daniel, prieur de l'Angle. Le prieuré a possédé par donation les fiefs de Port-Lambert, de la Poterie ou d'Er selon les époques, par donation de Simon de Er (Seigneur de l'Ile d'Er en Donges), des terres par donation du duc Jean IV de Bretagne, en 1308. Ces possessions comprenait une chapelle, des manoirs avec jardins, des vignes, des landes avec garenne, des prés, marais et bois. L'abbaye rendait aveu au duc de Bretagne puis au roi de France pour ses fiefs de la Poterie et d'Er.

Prieurs de L'angle-Chaillou
- Daniel, prieur en 1197, Daniele priore de Angulo.
- Bernard Oger, prieur en 1300, prior de Angulo Chailloti.
- Frère Jehan Pouher, prieur à la fin du XVe siècle, prieur de Lanchaillo ou Lanchallo.
- Jehan Chevreul, prieur en 1517, l'acte mentionne : prieur du prieuré ou groupe de Sainte Katherine de Lanchaillou.

#### Prieuré Saint-Pierre de Portau
Prieuré situé à Pornic, acquis en 1315. L'abbaye possédait déjà des terres à proximité connues par un titre de l'Abbaye de Buzay de 1190,au sujet de vigne à Prigny (Les Moutiers-en-Retz), ainsi qu'une donation faite en 1296, par des paroissiens de Sainte-Marie. L'abbaye reçoit en 1308 une donation, notamment de vigne, par le testament de Geffroy Rozet, dans la seigneurie du Plessis-Grimaud. Le prieuré possédait des terres à la Corbinière au Clion (1315), le fief de la Ralière à la Plaine (1364) avec haute, moyenne et basse justice. Le prieuré était rattaché à la fonction de sacristain de l'Abbaye de Blanche-Couronne.

#### Prieuré de la Magdelaine d'Iff ou d'Aiz
Prieuré situé à Plessé en la Forêt du Gâvre. L'ancien prieuré d'If est devenu, depuis, la « métairie de la Madeleine. En 1433, le connétable Arthur de Richemont confirme les droits du prieuré et mentionne que le prieuré a été fondé par ses prédécesseurs, seigneurs du Gâvre et ducs de Bretagne. Ce prieuré dans l' aveu de 1543, comprend une chapelle, le logis du prieur et maisons pour les paysans, des prés et bois.
Prieurs d'Iff
- Frère Raoul du Bois de la Salle, prieur d'If en mars 1433.
- Guillaume Gaudin, prieur commendataire en 1525.
- Frère Jean Chevreul sombra dans la Loire avec les actes les plus anciens du prieuré vers 1545.
- Me Vincent le Clenche, prieur d'If le 22 juin 1545.
- Frère Pierre du Temple, prieur d'If en 1613.
- Pierre Cornulier , Prieur avant 1612, puis Abbé de Blanche-Couronne, maître de l'Oratoire du duc d'Orléans.
- Claude Cornulier de Bois Mequeau , qui devint président en la Chambre des Comptes.
- Claude Cornulier , prieur commendataire du prieuré en 1694.

#### Prieuré claustral avec l’aumônerie de Saint-Julien-le-Martyr
Situé sur l'Île de Bouin placée avec sa chapelle non loin du cimetière paroissial, d'après des titres du XVe siècle.  Cette aumônerie possédait des salines et des prés à Bouin et dans la paroisse des Bois-de-Céné.

### Autres possessions
- Hébergement, Fin du XVe siècle, village de Clis, Guérande[31].
- Chapellenie Saint-Jacques-des-Burelles à l'Île de Bouin[29], fondée par Pierre Virée, pour augmenter le service divin en la chapelle de l'aumônerie de Saint-Julien-le-Martyr, bâtie par son père[32]. Son chapelain jouissait d'une rente de 36 sous[33].
- Seigneurie de Romilly-au-Perche: un bail emphytéotique de cette seigneurie est signé en l'hiver 1605 par les religieuses bénédictines de l'abbaye Saint-Avit-les-Guêpières, au profit de François de Chadieu, abbé de l'abbaye Notre-Dame de Blanche-Couronne, auprès du notaire Barthélemy Guichelin[34]